# Whitney Osuigwe
Whitney Osuigwe, née le 17 avril 2002 à Bradenton, est une joueuse de tennis américaine, professionnelle depuis 2018.

## Biographie
Son père Desmond Osuigwe qui l'entraîne régulièrement est originaire du Nigéria. Il exerce comme professeur de tennis à l'IMG Academy (en) de Bradenton depuis 1997.
Elle a une sœur cadette, Victoria, qui est joueuse professionnelle depuis 2022.

## Carrière
En 2014, Whitney Osuigwe remporte le tournoi junior de l'Orange Bowl dans la catégorie des 12 ans et moins.
Alors âgée de seulement 15 ans, elle remporte le tournoi junior en simple de Roland-Garros en battant en finale sa compatriote Claire Liu (6-4, 6-75, 6-3) et devient la première Américaine depuis Jennifer Capriati en 1989 à remporter Roland-Garros en simple filles.
Le 10 juillet 2017, elle devient no 1 mondiale dans la catégorie junior en détrônant Anastasia Potapova. Elle y reste une semaine avant que Claire Liu ne gagne Wimbledon junior, et ne la dépasse au classement. Néanmoins, elle termine la saison à la première place mondiale en junior grâce à 36 victoires sur ses 39 derniers matchs et est déclarée championne du monde ITF. Elle s'impose notamment au championnat panaméricain, à l'Eddie Herr et à l'Orange Bowl. Elle prend également la 4e place du Masters de Chengdu.
En novembre 2018, elle s'impose sur l'ITF de Tyler, puis en avril 2019, sur celui de Charlottesville. Elle réalise cette année-là sa meilleure saison, atteignant une finale à Charleston (ITF 100 000 $) et une demie à Bonita Springs.
Malgré une qualification pour l'Open d'Australie 2021, elle enregistre une spectaculaire série de 17 défaites consécutives qui la font reculer au-delà du 300e rang mondial. En 2024, elle dispute une demi-finale à Iraputo et s'impose en novembre à Boca Raton. En mars 2025, elle est titrée à Saint-Domingue.

## Palmarès

### Titre en double en WTA 125
| No | Date       | Nom et lieu du tournoi     | Catégorie | Dotation  | Surface    | Partenaire      | Finalistes                | Score            |          |
| -- | ---------- | -------------------------- | --------- | --------- | ---------- | --------------- | ------------------------- | ---------------- | -------- |
| 1  | 30-10-2023 | Dow Tennis Classic Midland | WTA 125   | 115 000 $ | Dur (int.) | Hailey Baptiste | Sophie Chang Ashley Lahey | 2-6, 6-2, [10-1] | Parcours |

## Parcours en Grand Chelem

### En simple dames
| Année | Open d'Australie | Open d'Australie | Internationaux de France | Internationaux de France | Wimbledon | Wimbledon      | US Open         | US Open                |
| ----- | ---------------- | ---------------- | ------------------------ | ------------------------ | --------- | -------------- | --------------- | ---------------------- |
| 2017  | —                | —                | —                        | —                        | —         | —              | Q1              | Anna Blinkova          |
| 2018  | —                | —                | —                        | —                        | —         | —              | 1er tour (1/64) | Camila Giorgi          |
| 2019  | 1er tour (1/64)  | Bianca Andreescu | Q2                       | Allie Kiick              | Q1        | Cristina Bucșa | 1er tour (1/64) | Elina Svitolina        |
| 2020  | Q1               | M. Di Giuseppe   | Q1                       | Carole Monnet            | Annulé    | Annulé         | 1er tour (1/64) | Kateryna Kozlova       |
| 2021  | 1er tour (1/64)  | Zhu Lin          | Q1                       | Asia Muhammad            | Q1        | Mayo Hibi      | Q1              | Stefanie Vögele        |
| 2022  | Q2               | Stefanie Vögele  | —                        | —                        | —         | —              | Q3              | Elisabetta Cocciaretto |
|       |                  |                  |                          |                          |           |                |                 |                        |
| 2025  | —                | —                | Q1                       | Carson Branstine         | Q2        | Zhang Shuai    | Q1              | Amelia Honer           |

N.B. : à droite du résultat se trouve le nom de l'ultime adversaire.

### En double dames
| Année | Open d'Australie | Open d'Australie | Internationaux de France | Internationaux de France | Wimbledon | Wimbledon | US Open                                                                                | US Open |
| ----- | ---------------- | ---------------- | ------------------------ | ------------------------ | --------- | --------- | -------------------------------------------------------------------------------------- | ------- |
| 2018  | —                | —                | —                        | —                        | —         | —         | 1er tour (1/32) C. McNally \|\| style="text-align:left;" \| M. Adamczak D. Krawczyk    |         |
| 2019  | —                | —                | —                        | —                        | —         | —         | 2e tour (1/16) T. Townsend \|\| style="text-align:left;" \| V. Kužmová A. Sasnovich    |         |
| 2020  | —                | —                | —                        | —                        | Annulé    | Annulé    | 1er tour (1/16) H. Baptiste \|\| style="text-align:left;" \| C. Gauff C. McNally       |         |
| 2021  | —                | —                | —                        | —                        | —         | —         | 1er tour (1/32) U.M. Arconada \|\| style="text-align:left;" \| A. Krunić N. Stojanović |         |
| 2022  | —                | —                | —                        | —                        | —         | —         | 1er tour (1/32) H. Baptiste \|\| style="text-align:left;" \| G. Dabrowski G. Olmos     |         |
|       |                  |                  |                          |                          |           |           |                                                                                        |         |
| 2024  | —                | —                | —                        | —                        | —         | —         | 1er tour (1/32) H. Baptiste \|\| style="text-align:left;" \| C. Dolehide D. Krawczyk   |         |

N.B. : le nom de la partenaire se trouve sous le résultat ; les noms des ultimes adversaires se trouvent à droite.

### En double mixte
| Année | Open d'Australie | Open d'Australie | Internationaux de France | Internationaux de France | Wimbledon | Wimbledon | US Open                   | US Open               |
| ----- | ---------------- | ---------------- | ------------------------ | ------------------------ | --------- | --------- | ------------------------- | --------------------- |
| 2018  | —                | —                | —                        | —                        | —         | —         | 1er tour (1/16) F. Tiafoe | N. Melichar O. Marach |

N.B. : le nom du partenaire se trouve sous le résultat ; les noms des ultimes adversaires se trouvent à droite.

## Parcours en «Premier» et WTA 1000
Les tournois WTA « Premier Mandatory » et « Premier 5 » (entre 2009 et 2020) et WTA 1000 (à partir de 2021) constituent les catégories d'épreuves les plus prestigieuses, après les quatre levées du Grand Chelem. 

De 2009 à 2023, les tournois Premier Mandatory (dits tournois WTA 1000 obligatoires entre 2021 et 2023) regroupent Indian Wells, Miami, Madrid et Pékin, les autres constituant les tournois Premier 5 (tournois WTA 1000 non-obligatoires). À partir de 2024, le nombre de tournois WTA 1000 passe à 10 par saison (fin de l’alternance Doha / Dubaï), ces derniers devenant tous obligatoires et offrant tous 1000 points à la vainqueure (contre 900 points précédemment pour les tournois Premier 5).

### En simple dames
| Année |       |              |         |                             |                           |        |            |                             |                          |       |  |  |
| Doha  | Dubaï | Indian Wells | Miami   | Madrid                      | Rome                      | Canada | Cincinnati | Pékin                       | Wuhan                    | Wuhan |  |  |
| Doha  | Dubaï | Indian Wells | Miami   | Madrid                      | Rome                      | Canada | Cincinnati | Pékin                       | Wuhan                    | Wuhan |  |  |
| Doha  | Dubaï | Indian Wells | Miami   | Madrid                      | Rome                      | Canada | Cincinnati | Pékin                       | Wuhan                    | Wuhan |  |  |
| 2018  |       |              | WTA 500 |                             | 1er tour (1/64) C. Liu    |        |            |                             |                          |       |  |  |
| 2019  |       | WTA 500      |         |                             | 2e tour (1/32) D. Collins |        |            |                             |                          |       |  |  |
|       |       |              |         |                             |                           |        |            |                             |                          |       |  |  |
| 2025  |       |              |         | 1er tour (1/64) H. Baptiste |                           |        |            | 1er tour (1/64) H. Baptiste | 1er tour (1/64) T. Maria |       |  |  |

Sous le résultat, l’ultime adversaire.
1. 1 2   Les tournois de Doha et Dubaï alternent le statut de tournoi WTA 1000 (ex Premier 5) entre 2009 et 2023 : les trois premières éditions ont lieu à Dubaï, les trois suivantes à Doha, puis Dubaï accueille le tournoi de cette catégorie les années impaires et Dubaï les années paires. De 2011 à 2023, la ville qui n’accueille pas de WTA 1000 organise à la place un tournoi WTA 500 (ex Premier).
2. 1 2 3 4 5 6   L’ordre de déroulement des tournois a évolué depuis 2009 : Rome se dispute avant Madrid et Cincinnati avant Montréal/Toronto jusqu’en 2010, tandis que Tokyo (2009-2013)-Wuhan (2014-2019, 2024-)-Guadalajara (2022-2023) ont lieu avant Pékin jusqu’en 2023.

## Classements WTA en fin de saison
| Année          | 2017 | 2018 | 2019 | 2020 | 2021 | 2022 | 2023 | 2024 |
| Rang en simple | 1120 | 226  | 128  | 160  | 247  | 290  | 368  | 352  |
| Rang en double | –    | 233  | 379  | 281  | 262  | 223  | 180  | 171  |

Source : (en) Classements de Whitney Osuigwe sur le site officiel de la Fédération internationale de tennis